# Michelle Krusiec
Michelle Krusiec (Taiwan, 2 oktober 1974), geboren als Ya-Huei Yang, is een Taiwanese/Amerikaanse actrice, filmproducente, filmregisseuse en scenarioschrijfster

## Biografie
Krusiec werd geboren in Taiwan en werd op vijfjarige leeftijd geadopteerd door haar tante, een zus van haar vader. Haar tante was getrouwd met een Amerikaan, zij groeide op in Virginia Beach in een gezin van drie kinderen. Zij heeft studeerde in 1996 af met een Bachelor of Arts aan de Virginia Polytechnic Institute and State University in Blacksburg (Virginia), hierna studeerde zij af aan de Universiteit van Oxford in Oxford. 
Kruisiec spreekt naast haar moedertaal Engels ook vloeiend Mandarijn.
Kruiseic begon in 1992 met acteren in de televisieserie CBS Schoolbreak Special, hierna speelde zij nog meerdere rollen in televisieseries en films.

## Filmografie

### Films
Uitgezonderd korte films.
- 2022 They Live in the Grey - als Claire Yang
- 2021 Shooter - als Lin Johnson
- 2021 The Disappearance of Mrs. Wu - als Mary Wu Carter
- 2020 The Bone Box - als Elodie
- 2017 20 Weeks - als dr. Chen
- 2016 The Unbidden - als jonge Lauren
- 2015 The Invitation - als Gina
- 2014 This Last Lonely Place - als dokter
- 2013 Four of Hearts – als Christy
- 2012 Knife Fight – als Shannon Haung
- 2012 Sunset Stories – als Nova
- 2011 Shuffle – als moeder van Kevin
- 2011 The River Murders – als Sung Li
- 2011 Take Me Home – als Suzanne
- 2010 Lie yan – als echtgenote die vreemdgaat
- 2010 Homewrecker – als Monique
- 2009 Happiness Isn't Everything – als Maan
- 2009 This Might Hurt – als Amy
- 2008 Spaced – als Yumi
- 2008 What Happens in Vegas... – als Chong
- 2008 Henry Poole Is Here – als verpleegster
- 2007 Far North – als Anja
- 2007 Live! – als Dylan
- 2005 Snow Wonder – als Joey
- 2005 Cursed – als collega van bloedneus
- 2004 Saving Face – als Wilhelmina Pang
- 2003 Duplex – als Dr. Kang
- 2003 Dumb and Dumberer: When Harry Met Lloyd – als Ching Chong
- 2003 Daddy Day Care – als lerares
- 2002 Sweet Home Alabama – als Pan
- 2002 Pumpkin – als Anne Chung
- 2001 Pursuit of Happiness –als Miko
- 2000 For the Cause – als Layton
- 1995 Nixon – als studente

### Televisieseries
Uitgezonderd eenmalige gastrollen.
- 2020 Hollywood - als Anna May Wong - 4 afl.
- 2016-2018 Hawaii Five-0 - als Michelle Shioma - 5 afl.
- 2016-2017 Shooter - als Lin Johnson - 4 afl.
- 2014 Getting On - als Andrea Conrad - 2 afl.
- 2012-2013 Nice Girls Crew – als Geraldine – 10 afl.
- 2011-2012 Fringe – als Nadine Park – 2 afl.
- 2011 General Hospital – als Grace Yang – 6 afl.
- 2010-2011 The Secret Life of the American Teenager – als Emily - 6 afl.
- 2007-2009 Dirty Sexy Money – als Mei Ling Hwa Darling – 5 afl.
- 2008 American Dad! – als diverse stemmen – 2 afl.
- 2000-2002 Titus – als Nancy – 6 afl.
- 1998-2001 One World – als Sui Blake – 39 afl.
- 2000 Popular – als Exquistite Woo – 2 afl.

### Filmproducente
- 2021 Bite Size Halloween - televisieserie - 1 afl.
- 2020 The Bone Box - film
- 2018 Scenes from a Real Marriage - televisieserie
- 2013 Nice Girls Crew – televisieserie – 5 afl.

### Filmregisseuse
- 2021 Bite Size Halloween - televisieserie - 1 afl.
- 2018 Scenes from a Real Marriage - televisieserie

### Scenarioschrijfster
- 2021 Bite Size Halloween - televisieserie - 1 afl.
- 2018 Scenes from a Real Marriage - televisieserie

- Biblioteca Nacional de España: XX1785433
- Bibliothèque nationale de France: cb15077524c (data)
- Gemeinsame Normdatei: 141081740
- International Standard Name Identifier: 0000 0001 1471 1450
- Library of Congress Control Number: no2005118055
- Nationale Bibliotheek van Israël: 987007340259005171
- Système universitaire de documentation: 172599474
- Virtual International Authority File: 41584012
- WorldCat: E39PBJqFRdqQRvqqTfFB3Q9MT3